# Nebennu
Nebennu (uralkodói nevén Szemenkaré) ókori egyiptomi fáraó volt, a XIII. dinasztia egyik uralkodója. Kevés említése maradt fenn. Kim Ryholt és Darrell Baker egyiptológusok szerint a dinasztia 9. uralkodója, Jürgen von Beckerath és Detlef Franke szerint a nyolcadik.

## Említései
Nebennut említi a torinói királylista, neve a 7. oszlop 11. sorában (Alan Gardiner számozása szerint a 6. oszlop 11. sorában) szerepel. Uralkodásának hossza a papirusz sérülése miatt elveszett, csak a vége maradt meg: „… és 22 nap”. Egyetlen korabeli említése egy fajansz sztélén szerepel, ezen a királyt „Ptah, az ő falától délre” előtt ábrázolják (ez az isten egyik memphiszi jelzője), valamint „Hórusz, az idegen országok ura” előtt. A sztélén Szemenkaré Nebennu neve is szerepel. Gebel el-Zeitnél fedezték fel, a Vörös-tenger partján, a Sínai-félsziget galenitbányáinál.

## Uralkodásának hossza
Kim Ryholt szerint Nebennu két évig uralkodott, i. e. 1785-től 1783-ig. Rolf Krauss, Detlef Franke és Thomas Schneider szerint csak egy évig volt trónon, i. e. 1739-ben. Bár uralkodásáról keveset tudni, sztéléje bizonyítja, hogy ebben az időben a XIII. dinasztia uralkodóinak még mindig volt elég hatalmuk ahhoz, hogy bányászexpedíciókat küldjenek a Sínaira, építkezési alapanyagok és luxuscikkek beszerzése érdekében.
Ryholt rámutat arra, hogy Nebennu és elődje közt nem áll fenn rokoni kapcsolat, így lehet, hogy uszurpálta a trónt.

## Fordítás
- Ez a szócikk részben vagy egészben  a   Semenkare Nebnuni című angol Wikipédia-szócikk ezen változatának fordításán alapul.  Az eredeti cikk szerkesztőit annak laptörténete sorolja fel. Ez a jelzés csupán a megfogalmazás eredetét és a szerzői jogokat jelzi, nem szolgál a cikkben szereplő információk forrásmegjelöléseként.